# Ekaterina Gamova
Ekaterína Aleksándrovna Gámova (in russo Екатери́на Алекса́ндровна Га́мова?; Čeljabinsk, 17 ottobre 1980) è un'ex pallavolista russa.
Giocava nel ruolo di schiacciatrice e opposto.

## Carriera
La carriera di Ekaterina Gamova inizia nei tornei scolastici russi, prima di approdare nelle giovanili del club della sua città, il Metar, che la fa debuttare nella stagione 1996-97 in Superliga, aggiudicandosi due edizioni consecutive della Coppa di Russia.
Nel campionato 1998-99 approda al Volejbol'nyj klub Uraločka di Ekaterinburg, dove viene utilizzata per due annate nella seconda squadra; in questo periodo, precisamente nel 1999, riceve anche le prime convocazioni nella nazionale russa, vincendo il World Grand Prix e il campionato europeo, classificandosi inoltre al secondo posto in Coppa del Mondo; nel 2000 vince invece la medaglia d'argento al World Grand Prix e ai Giochi della XXVII Olimpiade di Sydney.
Nella stagione 2000-01 approda quindi in prima squadra col Volejbol'nyj klub Uraločka, vincendo tre scudetti consecutivi; continua a collezionare medaglie anche con la nazionale, vincendo nel 2001, il bronzo al World Grand Prix e l'oro al campionato europeo e alla Grand Champions Cup; un anno dopo vince il World Grand Prix e si classificato al terzo posto al campionato mondiale; nel 2003 invece vince la medaglia di bronzo al World Grand Prix.
Dopo aver giocato nella stagione 2003-04 nella Dinamo Moskovskaja, nella stagione seguente si trasferisce alla Ženskij volejbol'nyj klub Dinamo Moskva, militandovi per cinque annate e vincendo altri tre scudetti; con la nazionale invece vince la medaglia d'argento ai Giochi della XXVIII Olimpiade di Atene, quella di bronzo al campionato europeo 2005 e quella d'argento al World Grand Prix 2006, prima di trionfare al campionato mondiale 2006; nel 2007 vince la medaglia di bronzo al campionato europeo, mentre due anni più tardi si aggiudica un altro argento al World Grand Prix 2009.
Nel campionato 2009-10 gioca per la prima volta in un campionato estero, ingaggiata in Turchia dal Fenerbahçe Spor Kulübü, aggiudicandosi la Supercoppa turca, la coppa nazionale e lo scudetto, facendo incetta di riconoscimenti individuali, tra i quali quello di miglior giocatrice; con la nazionale trionfa ancora al campionato mondiale, premiata inoltre MVP del torneo.
Nella stagione 2010-11 viene ingaggiata dalla Ženskij volejbol'nyj klub Dinamo-Kazan', di cui difende i colori per sei annate: vince cinque scudetti consecutivi, due edizioni della Coppa di Russia, la Champions League 2013-14 e il campionato mondiale per club 2014, impreziosendo questi successi con numerosi premi individuali come quelli di miglior giocatrice ricevuti nei due tornei internazionali vinti; dopo aver partecipato per la quarta volta alla rassegna olimpica in occasione dei Giochi della XXX Olimpiade, al termine del campionato mondiale 2014, annuncia il proprio ritiro dalla nazionale, mentre due anni dopo, precisamente il 18 maggio 2016, annuncia il proprio ritiro dall'attività agonistica.

## Palmarès

### Club
- Campionato russo: 11

2000-01, 2001-02, 2002-03, 2005-06, 2006-07, 2008-09, 2010-11, 2011-12, 2012-13, 2013-14,
2014-15
- Campionato turco: 1

2009-10
- Coppa di Russia: 4

1996, 1997, 2010, 2012
- Coppa di Turchia: 1

2009-10
- Supercoppa turca: 1

2009
- Campionato mondiale per club: 1

2014
- Champions League: 1

2013-14

### Premi individuali
- 2000 - World Grand Prix: Miglior muro
- 2001 - Grand Champions Cup: Miglior realizzatrice
- 2001 - Grand Champions Cup: Miglior muro
- 2003 - Champions League: Miglior realizzatrice
- 2003 - World Grand Prix: Miglior realizzatrice
- 2004 - Giochi della XXVIII Olimpiade: Miglior realizzatrice
- 2004 - Giochi della XXVIII Olimpiade: Miglior muro
- 2006 - World Grand Prix: Miglior realizzatrice
- 2007 - Champions League: Miglior servizio
- 2007 - Campionato europeo: Miglior servizio
- 2009 - Champions League: Miglior realizzatrice
- 2010 - Champions League: Miglior realizzatrice
- 2010 - Voleybol 1. Ligi: MVP
- 2010 - Voleybol 1. Ligi: Miglior realizzatrice
- 2010 - Voleybol 1. Ligi: Miglior attaccante
- 2010 - Qualificazioni europee al World Grand Prix 2011: Miglior attaccante
- 2010 - Campionato mondiale: MVP
- 2011 - Coppa di Russia: MVP
- 2011 - Coppa di Russia: Miglior attaccante
- 2011 - Superliga russa: MVP
- 2011 - Coppa di Russia: Miglior attaccante
- 2012 - Coppa di Russia: Miglior attaccante
- 2013 - Superliga russa: MVP
- 2013 - Coppa di Russia: Miglior attaccante
- 2014 - Champions League: MVP
- 2014 - Champions League: Miglior realizzatrice
- 2014 - Coppa del Mondo per club: Miglior opposto
- 2014 - Coppa del Mondo per club: MVP